# Hans Ledermann
Hans Ledermann (Hombrechtikon, 28 de diciembre de 1957) es un deportista suizo que compitió en ciclismo en la modalidad de pista, especialista en las pruebas de persecución por equipos y puntuación.
Ganó dos medallas en el Campeonato Mundial de Ciclismo en Pista, plata en 1985 y bronce en 1977.
Participó en dos Juegos Olímpicos de Verano, en la disciplina de persecución por equipos, ocupando el séptimo lugar en Los Ángeles 1984 y el octavo en Moscú 1980.

## Medallero internacional
| Campeonato Mundial | Campeonato Mundial        | Campeonato Mundial | Campeonato Mundial    |
| Año                | Lugar                     | Medalla            | Competición           |
| ------------------ | ------------------------- | ------------------ | --------------------- |
| 1977               | San Cristóbal (Venezuela) | Medalla de bronce  | 1 km contrarreloj (A) |
| 1985               | Bassano (Italia)          | Medalla de plata   | Puntuación (P)        |